# Wiesbach (Nahe)
Pour l’article homonyme, voir Wiesbach.
La Wiesbach est une rivière de Rhénanie-Palatinat, en Allemagne. D'une longueur de 44 kilomètres, elle se jette dans la Nahe à Grolsheim.
Elle prend sa source au Palatinat du nord, dans l'arrondissement du Mont-Tonnerre. Sa source se situe au-dessus de Oberwiesen. Après avoir traversé le Teufelsrutsch les agglomérations allemandes de Nieder-Wiesen et de Wendelsheim, le cours d'eau traverse. Traversant il traversé les communes de Uffhofen, Flonheim, Armsheim, Schimsheim, Wallertheim, Gau-Bickelheim, Sprendlingen, Welgesheim, Zotzenheim et de Gensingen, rejoint un ancien bras mort du Nahe et se jette dans le fleuve près de Grolsheim.